# La Coronilla
La Coronilla est une ville et une station balnéaire de l'Uruguay située dans le département de Rocha. Sa population est de 541 habitants.

## Population
| Année | Population |
| ----- | ---------- |
| 1963  | 492        |
| 1975  | 626        |
| 1985  | 593        |
| 1996  | 586        |
| 2004  | 541        |

,